# Festival internazionale del film fantastico di Avoriaz
Il Festival internazionale del film fantastico di Avoriaz è stato un festival cinematografico dedicato al cinema fantastico che si è tenuto annualmente, nel mese di gennaio, dal 1973 al 1993, nella stazione sciistica francese di Avoriaz (nel comune di Morzine).
Il suo posto nel panorama delle manifestazioni internazionali specializzate è stato preso dal Fantastic'Arts di Gérardmer.

## Albo d'oro
Il premio assegnato al miglior film in concorso è il Grand Prix.
- 1973 - Duel, regia di Steven Spielberg (USA)
- 1974 - 2022: i sopravvissuti (Soylent Green), regia di Richard Fleischer (USA)
- 1975 - Il fantasma del palcoscenico (Phantom of the Paradise), regia di Brian De Palma (USA)
- 1976 - non assegnato
- 1977 - Carrie - Lo sguardo di Satana (Carrie), regia di Brian De Palma (USA)
- 1978 - Demonio dalla faccia d'angelo (Full Circle), regia di Richard Loncraine (Canada)
- 1979 - Patrick, regia di Richard Franklin (Australia)
- 1980 - L'uomo venuto dall'impossibile (Time After Time), regia di Nicholas Meyer (USA)
- 1981 - The Elephant Man, regia di David Lynch (USA)
- 1982 - Interceptor - Il guerriero della strada (Mad Max 2), regia di George Miller (Australia)
- 1983 - Dark Crystal (The Dark Crystal), regia di Jim Henson e Frank Oz (USA)
- 1984 - L'ascensore (De Lift), regia di Dick Maas (Paesi Bassi)
- 1985 - Terminator (The Terminator), regia di James Cameron (USA)
- 1986 - Incubo d'amore (Dream Lover), regia di Alan J. Pakula (USA)
- 1987 - Velluto blu (Blue Velvet), regia di David Lynch (USA)
- 1988 - L'alieno (Hidden), regia di Jack Sholder (USA)
- 1989 - Inseparabili (Dead Ringers), regia di David Cronenberg (Canada)
- 1990 - Sola... in quella casa (I, Madman), regia di Tibor Takács (USA)
- 1991 - I delitti del gatto nero (Tales from the Dark Side), regia di John Harrison (USA)
- 1992 - Ucieczka z kina "Wolnosc", regia di Wojciech Marczewski (Polonia)
- 1993 - Splatters - Gli schizzacervelli (Braindead), regia di Peter Jackson (Nuova Zelanda)